# Vasilij Jakovlevič Čičagov
Vasilij Jakovlevič Čičagov (rusky Василий Яковлевич Чичагов, 28. únorajul./ 11. března 1726greg. – 4. dubnajul./ 16. dubna 1809greg. Petrohrad) byl ruský námořní důstojník a polární badatel, později admirál. Otec admirála Pavla Čičagova.

## Životopis
Pocházel ze šlechtického rodu Čičagovů. Nejprve studoval na moskevské Škole matematických a navigačních věd, poté získal další vzdělání ve Spojeném království v Britském královském námořnictvu. Studia dokončil v roce 1742, poté ve věku 16 let nastoupil do služby ruské flotily.
V roce 1764 byl jmenován asistentem hlavního velitele archangelského přístavu. V této pozici dvakrát (v letech 1765 a 1766) velel tajné expedici, organizované na popud akademika Michaila Lomonosova s úkolem proplout severní mořskou cestou až k pobřeží Severní Ameriky a následně doplout na Kamčatku, kde se měl setkat s expedicí Pjotra Krenicyna. Lomonosov mylně předpokládal, že v letním období je severní mořská cesta leduprostá a že z Archangelsku lze bez problému proplout až na dálný východ. Čičagov podle instrukci Michaila Lomonosova vyplul v roce 1765 z Archangelsku a s lodí doplul až 80° 26´ severní šířky severozápadně od Špicberk, kde ho silný led donutil k návratu do Archangelsku. I druhý pokus byl neúspěšný, přesto dosáhl 80°30´ severní šířky, čímž vytvořil tehdejší rekord.
Následně Čičagov sloužil jako hlavní velitel přístavů Archangelsk, Revel a Kronštadt. Během rusko-turecké války v letech 1772–1774 velel donské flotile, která bránila Kerčský průliv. V roce 1782 byl povýšen do hodnosti admirál.
Jako hlavní ruský admirál během rusko-švédské války porazil švédské loďstvo v bitvě o Öland (1789), o Revel (1790) a o Vyborg (1790), přičemž zajal množství válečných lodí, fregat a dalších plavidel. Do jeho zajetí také padl švédský kontradmirál a dále 200 důstojníků a více než 5000 švédských vojáků. Tato vítězství donutila švédského krále Gustava III. k rychlému uzavření míru.
V roce 1793 byl jmenován velitelem ruského expedičního vojska, určeného k účasti spolu s britskou flotilou k blokádě pobřeží revoluční Francie.
V roce 1797 car Pavel I. Ruský Čičagova donutil odejít do vyhnanství, čímž se snažil zbavit všech lidí věrných jeho matce Kateřině II. Veliké. Čičagova manželka byla anglická šlechtična a proto si Čičagov za svůj domov zvolil Anglii, kde strávil několik let. Po zavraždění cara Pavla I. Ruského mu bylo carem Alexandrem I. Pavlovičem umožněno se z vyhnanství vrátit do Petrohradu. Čičagov zemřel 16. dubna 1809. Byl pohřben na hřbitově v Alexandro-Něvské lávře. Nápisem na jeho náhrobku byla obdivná pochvala od carevny Kateřiny II.

## Ocenění
- Řád svaté Anny (říjen 1772)
- Řád sv. Jiří IV. třídy (listopad 1773) – za 18 vojenských kampaní
- Řád sv. Alexandra Něvského (24. listopadu 1782)
- Řád svatého apoštola Ondřeje Prvorozeného (1790) – za porážku Švédů v bitvě o Revel

## Památky
Po Čičagovovi je pojmenováno:
- Hora Čičagov na Aljašce
- Hora Čičagov na Špicberkách
- Chichagov Bay na jižním pobřeží Aljašky
- Čičagovův přístav - zátoka ostrova Attu v Aleutských ostrovech
- Cape Chichagov – mys na severozápadním pobřeží Aljašky
- Nábřeží admirála Čičagova ve Vyborgu
- Mys Čičagov na Špicberkách
- Ostrov Čičagov v Alexandrových ostrovech
- Průliv Čičagova v Alexandrových ostrovech
- Ostrovy Čičagova v souostroví Země Františka Josefa
- Poštovní známka Čadské republiky